# 首爾林站
首爾林站（：／ Seoulsup yeok */?）是水仁·盆唐線沿線的一座地下車站，位於韓國首爾特別市城東區聖水洞1街。本站與狎鷗亭羅德奧站間以河底隧道連結。

## 車站結構
站體為2面2線側式月台的地下車站，候車月台設有月台幕門。

### 月台配置
| ↑ 往十里       |
| \| １          |
| 狎鷗亭羅德奧 ↓ |

| 月台 | 路線                   | 目的地                           |
| ---- | ---------------------- | -------------------------------- |
| 1    | ●首都圈電鐵水仁·盆唐線 | 水原、器興、竹田、書峴、牡丹方向 |
| 2    | ●首都圈電鐵水仁·盆唐線 | 往十里方向                       |

## 歷史
- 2012年10月6日：落成啟用。

## 車站周邊
- 首爾森林
- 首爾京一初等學校
- 京一高校
- 聖元中學
- SM娛樂
- 城東區民綜合體育中心
- 龍飛橋（朝鲜语：용비교）
- 聖水大橋
- 自來水博物館
- 纛島自來水淨水中心
- 纛島站

## 圖片

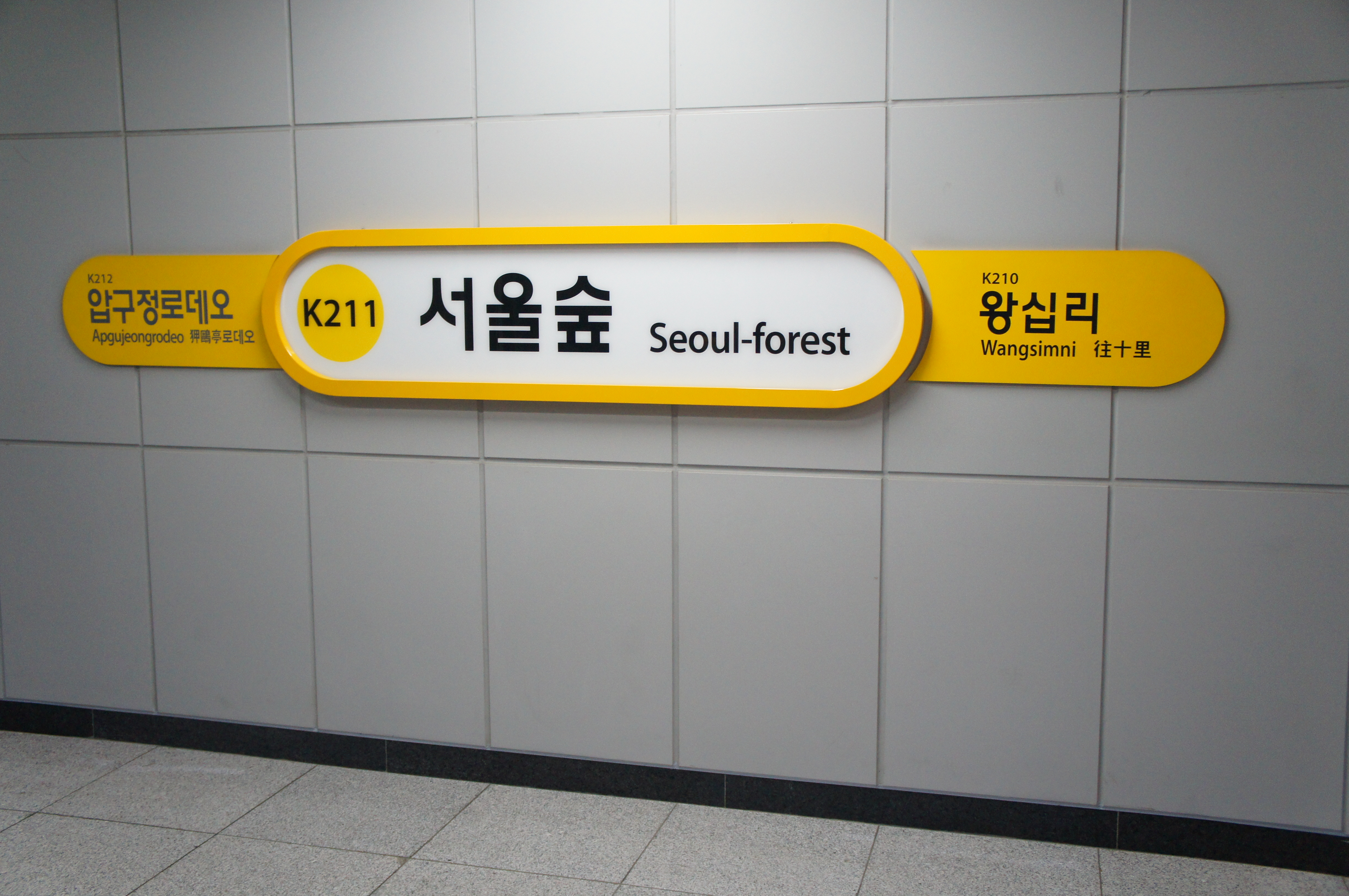
站名牌
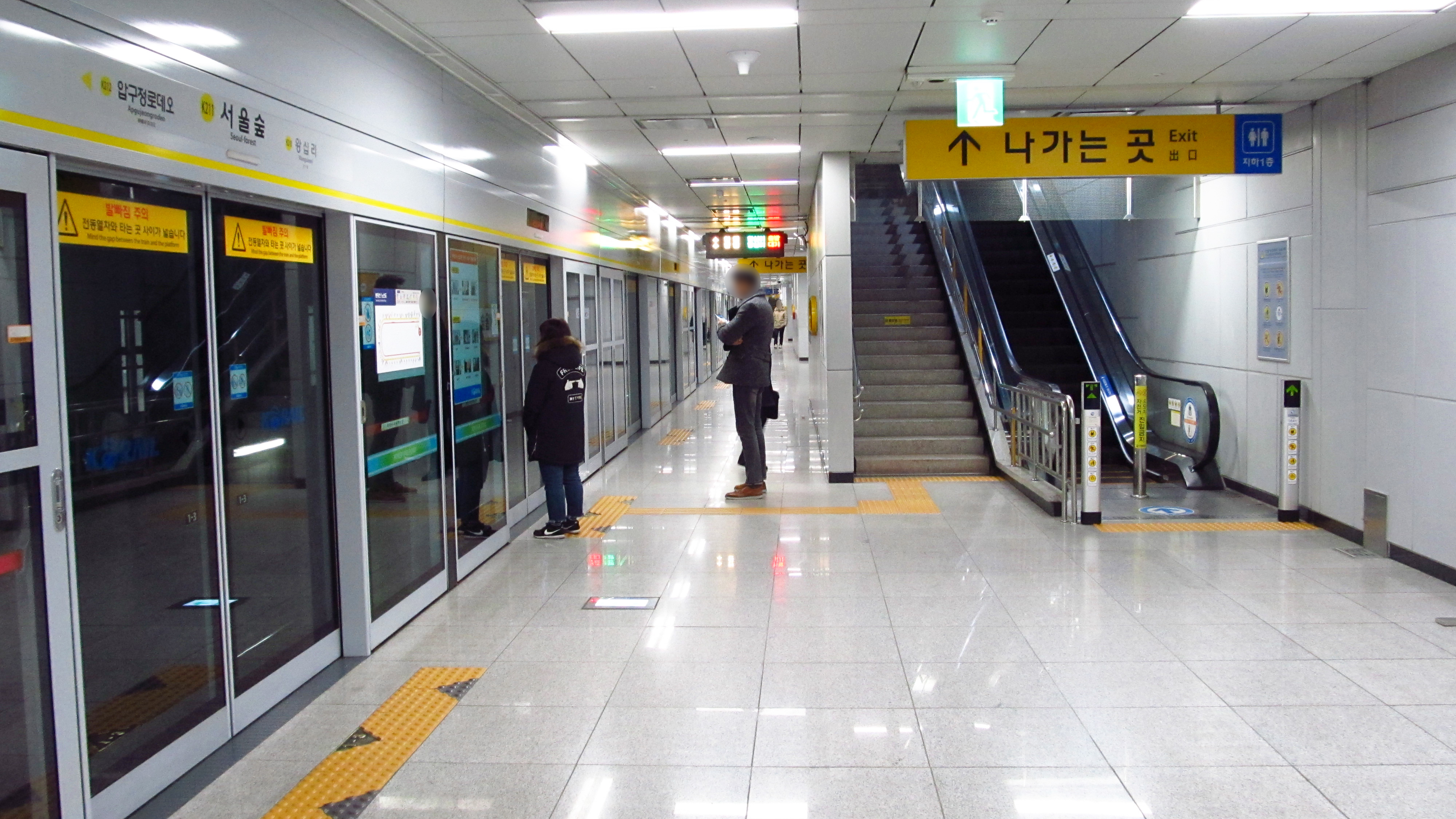
候車月台
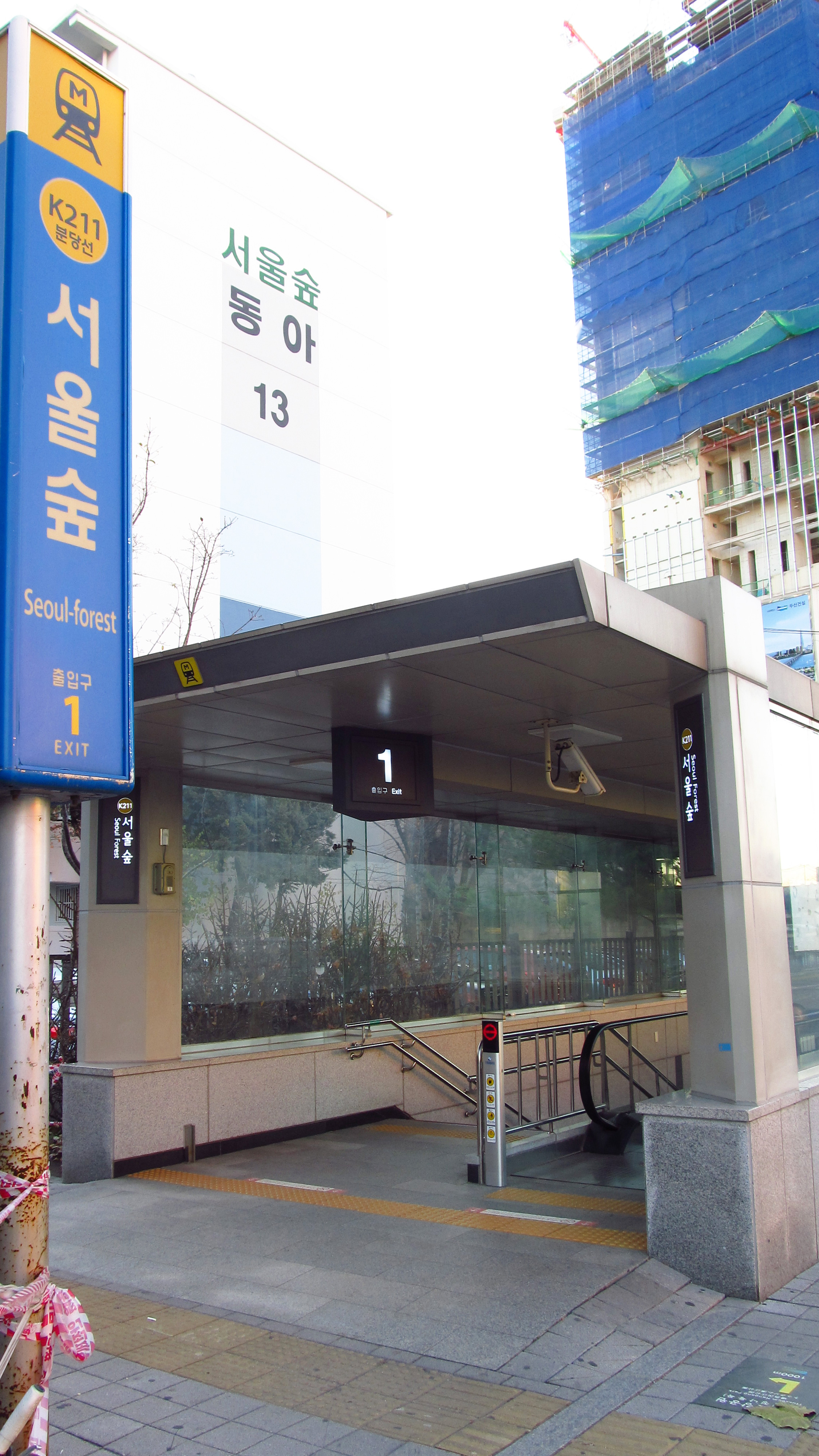
1號出口

## 相鄰車站
韩國鐵道公社
●首都圈電鐵水仁·盆唐線
盆唐急行、緩行
往十里（K210）－首爾林（K211）－狎鷗亭羅德奧（K212）